# Bell AH-1Z Viper
O AH-1Z Viper é um helicóptero de ataque fabricado pela empresa americana Bell Helicopters como sucessor do modelo AH-1 Super Cobra, desenvolvido para o Corpo de Fuzileiros Navais dos Estados Unidos. O AH-1Z conta com motores mais potentes, armas mais sofisticadas, transmissores atualizados e novos sistemas de mira. Ele também é chamado de "Zulu Cobra".
No serviço ativo desde 2010, cada unidade do Viper custa aproximadamente US$ 27 milhões de dólares.
|  |  |  |